# نیکول آقابابیان
نیکول لیپاردی آقابابیان (ارمنی: Նիկոլ Լիպարիտի Աղաբաբյան؛ زاده ۲۸ ژانویهٔ ۱۹۶۴) نقاش اهل ارمنستان است.

## زندگی‌نامه
وی در ۲۸ ژانویهٔ ۱۹۶۴ در کوغب در به دنیا آمد و از دانشگاه دولتی علوم پرورشی خاچاطور آبوویان ارمنستان فارغ‌التحصیل گشت. وی عضو اتحادیه نقاشان ارمنستان است. وی همچنین برنده جوایزی همچون مدال طلای وزارت فرهنگ جمهوری ارمنستان شد.